# سزاری اسکوبیشفسکی
سزاری اسکوبیشفسکی (لهستانی: Cezary Skubiszewski؛ زادهٔ ۱۹۴۸ میلادی) یک موسیقی‌دان و آهنگساز لهستانی-استرالیایی است که بیشتر در زمینهٔ موسیقی فیلم و تلویزیون و ارکسترال فعالیت دارد.
از فیلم‌ها یا مجموعه‌های تلویزیونی که وی در آن‌ها نقش داشته‌است می‌توان به سیاه و سفید، مکاشفه یوحنا، آدبال و ببر اشاره نمود.